# Amirán Kardánof
Amirán Kardánof (grec moderne : Αμιράν Καρντάνοφ), né Amiran Abdanovitch Kartanov (russe : Амиран Авданович Картанов) le 19 août 1976 à Tchikola en RSS d’Ossétie-du-Nord, est un lutteur grec spécialiste de la lutte libre.

## Biographie
Lors des Jeux olympiques d'été de 2000 se tenant à Sydney, il remporte la médaille de bronze en combattant dans la catégorie des -54 kg.